# Ordre du Lion de Finlande
Pour les articles homonymes, voir ordre du Lion.
L'ordre du Lion de Finlande (finnois : Suomen Leijonan ritarikunta ; suédois : Finlands Lejons orden) est une décoration décernée par le président de la Finlande. Il est le grand maître de l’Ordre, qu’il administre avec un vice-chancelier et au moins trois membres. Ce collège décerne aussi l’ordre de la Rose blanche de Finlande.
Fondée en 1942, le 11 septembre pour préserver le prestige de l’ordre de la Rose blanche qui devenait trop remis, l’ordre du Lion de Finlande est décerné aux civils comme aux militaires et pour tout type de mérite.

## Histoire
L'ordre du Lion de Finlande a été créé le 11 septembre 1942, alors que la Finlande menait la guerre de Continuation. La diplomatie du temps de guerre incluait un besoin accru de décorer particulièrement les étrangers des pays alignés, principalement l'Allemagne. Les ordres finlandais existant : l'ordre de la Croix de la liberté et l'ordre de la Rose Blanche ne pouvaient pas suivre le rythme des décorations et leurs plus hauts grades risquaient d'être gonflés en raison d'un trop grand nombre de titulaires. L'ordre du Lion de Finlande a donc été créé pour permettre de continuer à décorer les étrangers ayant des grades élevés dans les autres ordres finlandais, bien que l'ordre du Lion de Finlande puisse également être décerné à des ressortissants finlandais. Le nouvel ordre a également permis d'assouplir les décorations, en tenant compte du grade et des réalisations des récipiendaires.
En janvier 1998, le président Martti Ahtisaari a été critiqué par certaines ONG, des politiciens et des personnalités culturelles notables parce qu'il a décerné le titre de commandeur de l'ordre du Lion de Finlande a Djamaludin Suryohadikusumo, le ministre indonésien des forêts, et à Sukanto Tanoto, le principal propriétaire de la société indonésienne RGM, une société mère de la société April. La société April a été critiquée par des organisations non gouvernementales pour avoir détruit des forêts tropicales, et l'Indonésie elle-même a été fortement critiquée pour ses violations des droits de l'homme, notamment au Timor oriental. Le président du parti d'Ahtisaari, Erkki Tuomioja, a déclaré que la remise des médailles était discutable car il craignait que cet acte ne ternisse l'image publique de la politique finlandaise en matière de droits de l'homme. Des étudiants en arts ont manifesté à Helsinki contre la décision de donner des médailles,. L'artiste Marjatta Hanhijoki et l'auteur Leena Krohn ont rendu leurs médailles Pro Finlandia pour protester contre les décorations indonésiennes.

## Grades

Rubans
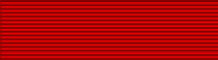
Croix du Mérite de l'ordre du Lion de Finlande
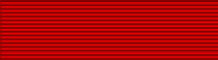
Chevalier de l'ordre du Lion de Finlande
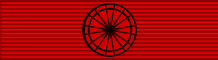
Chevalier de première classe de l'ordre du Lion de Finlande
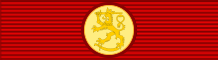
Médaille Pro Finlandia de l'ordre du Lion de Finlande (décernée aux artistes et écrivains)
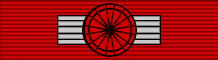
Commandeur de l'ordre du Lion de Finlande
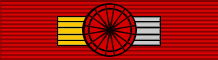
Commandeur de première classe de l'ordre du Lion de Finlande
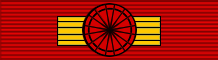
Commandeur grand-croix de l'ordre du Lion de Finlande

Insignes
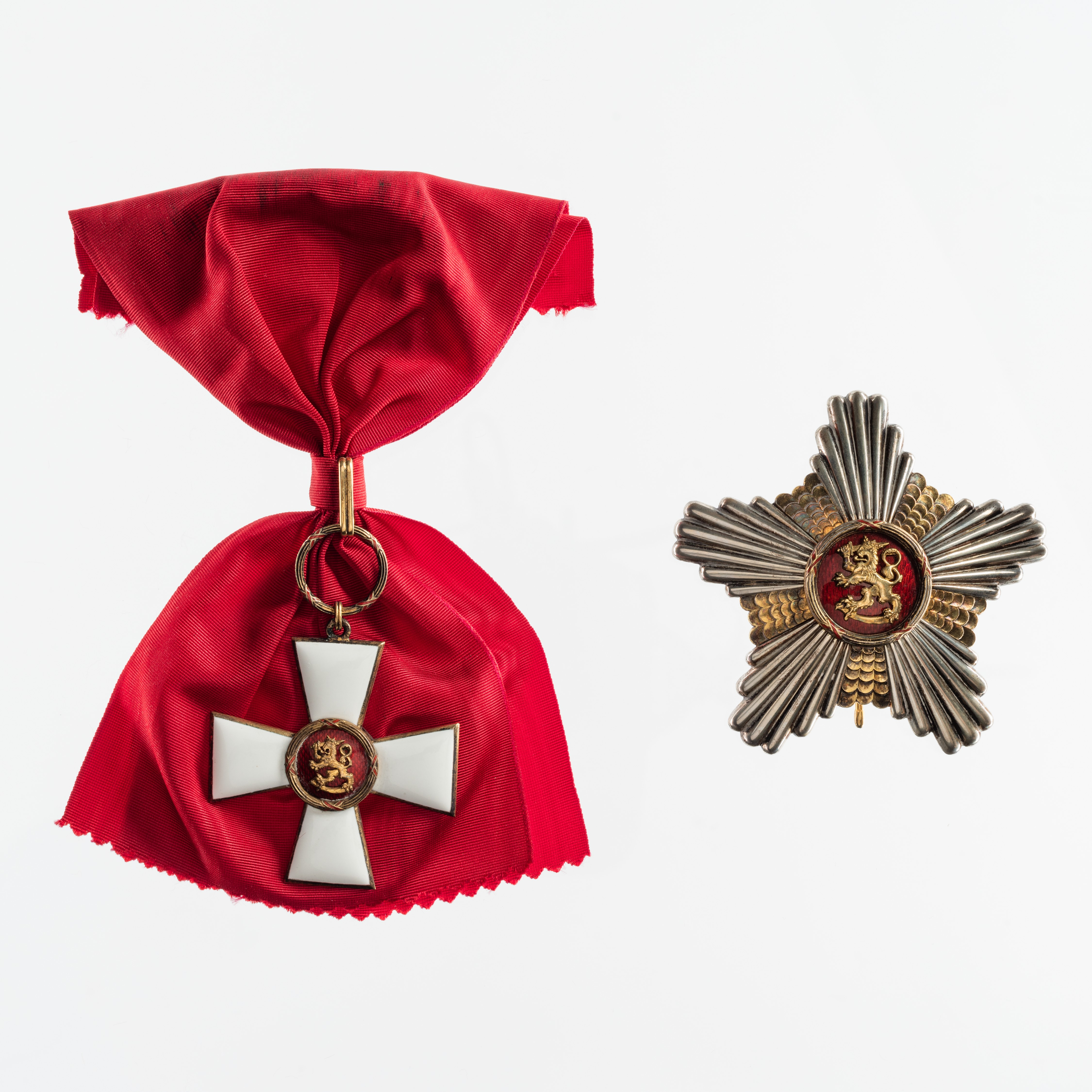
Insigne de commandeur grand-croix
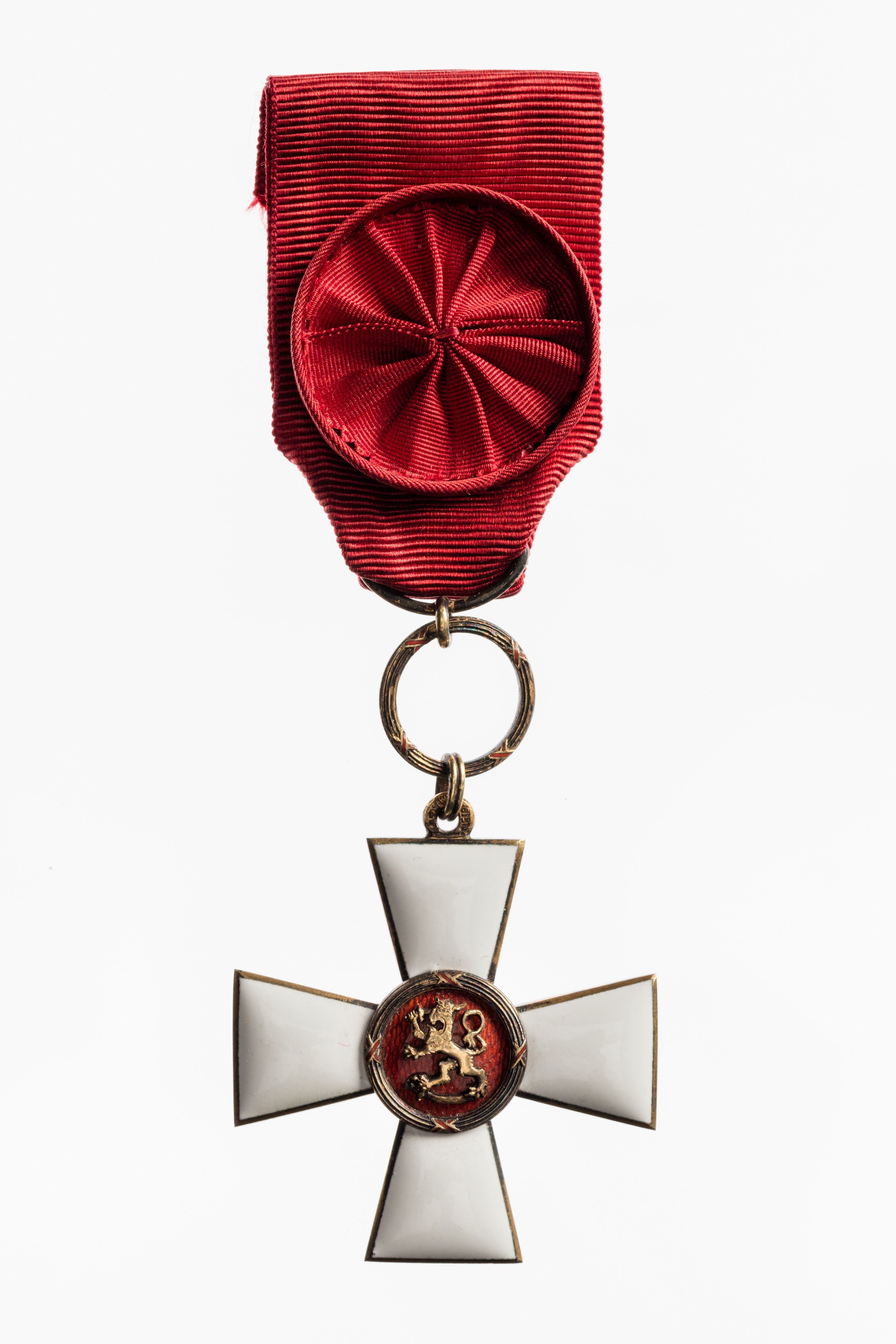
Insigne de chevalier de l'ordre du Lion de Finlande, 1ère classe.
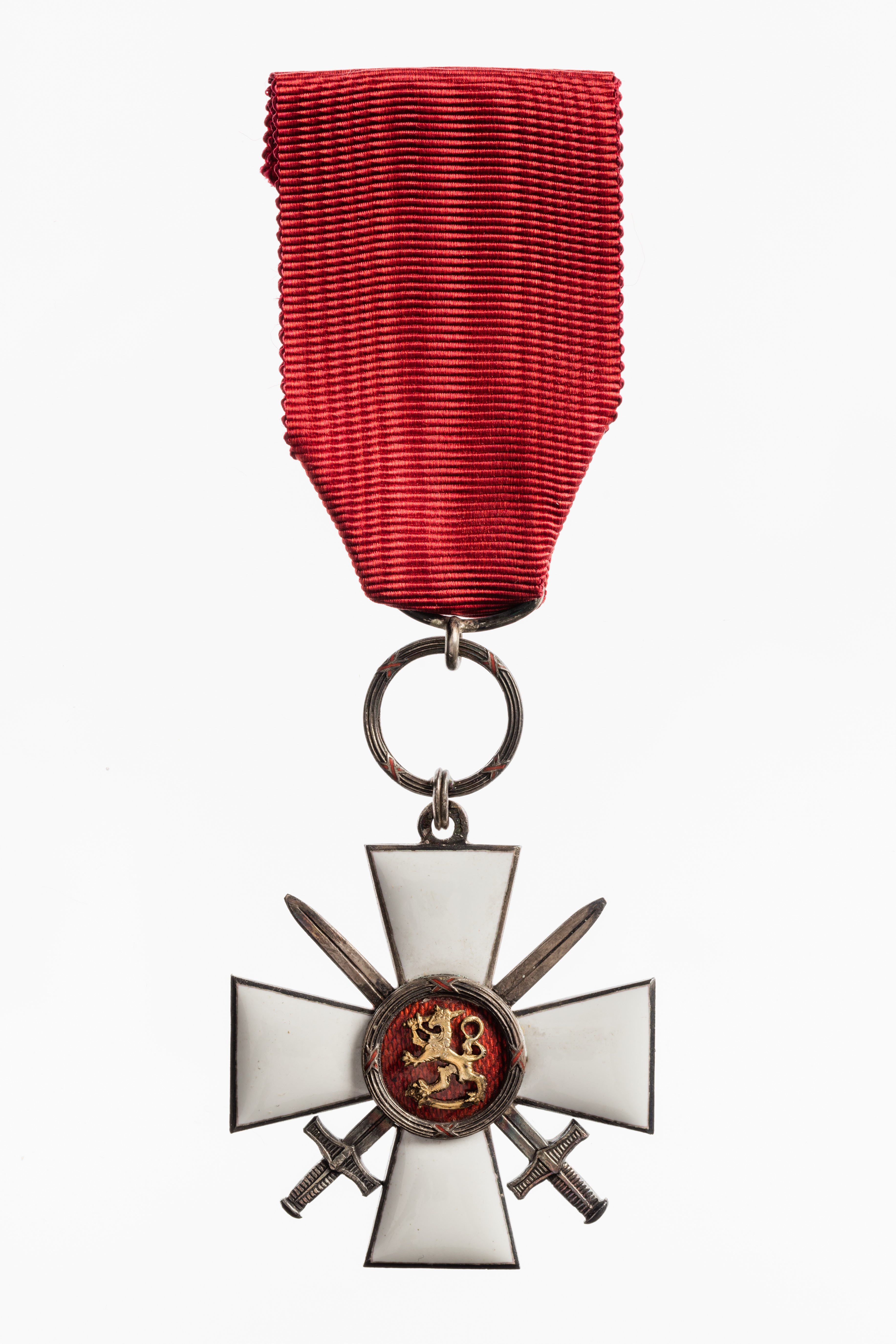
Insigne de chevalier de l'ordre du Lion de Finlande avec épées
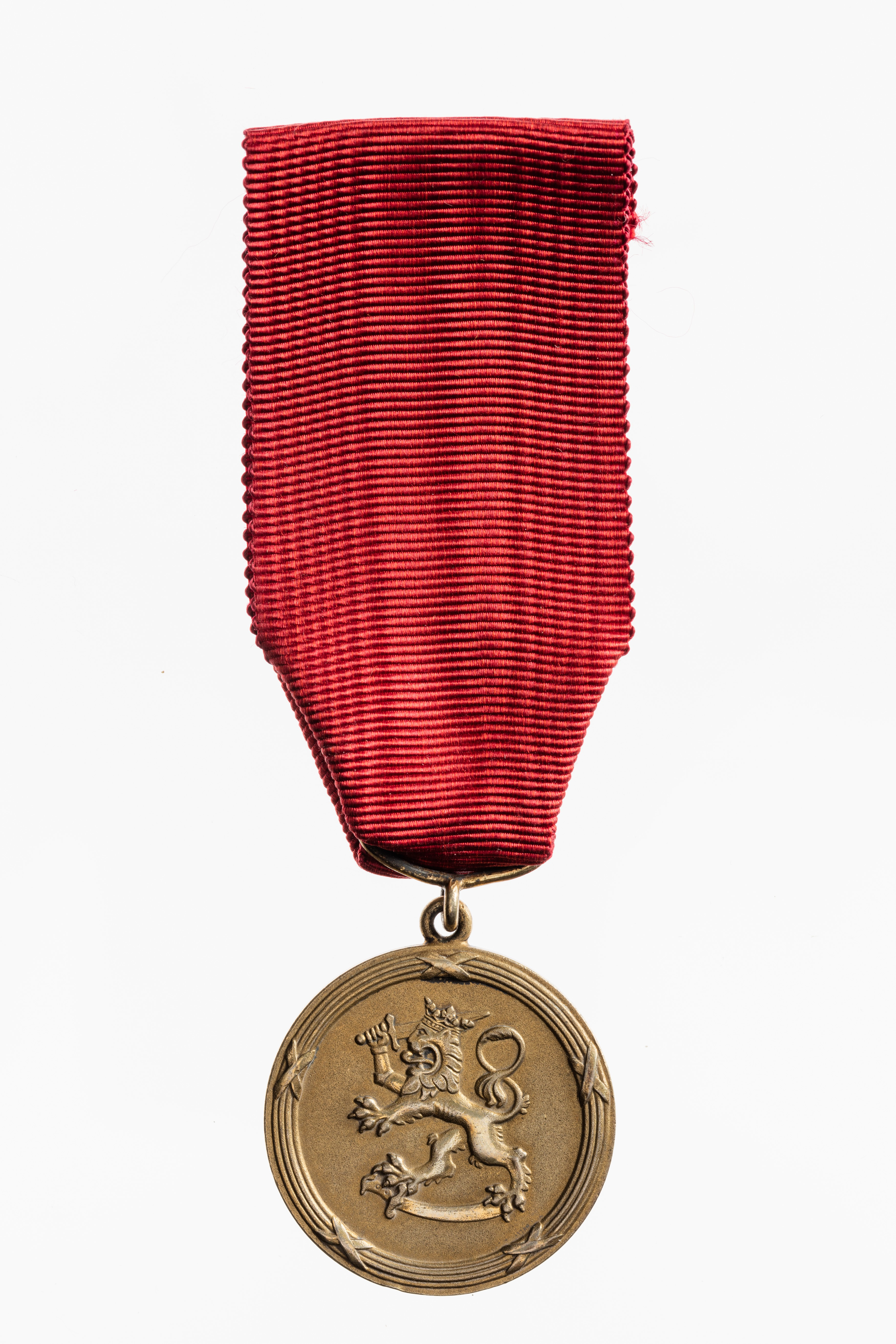
Médaille Pro Finlandia de l'ordre du Lion de Finlande.